# Madaglymbus milloti
Madaglymbus milloti är en skalbaggsart som först beskrevs av Guignot 1959.  Madaglymbus milloti ingår i släktet Madaglymbus och familjen dykare. Inga underarter finns listade i Catalogue of Life.